# Trầm tích hồ

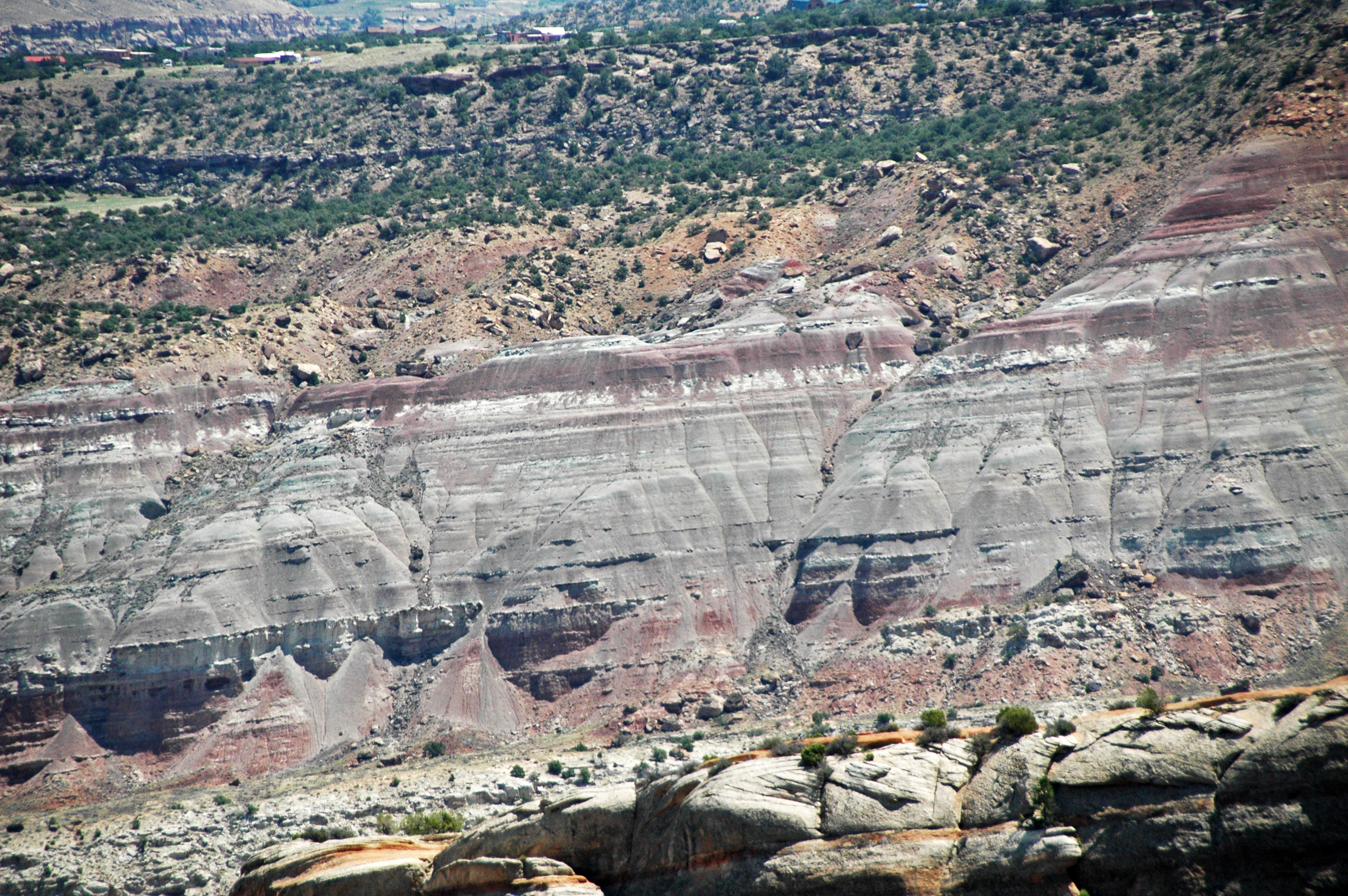
Hệ tầng Morrison, Grand Canyon, Colorado, Hoa Kỳ. Hệ tầng Morrison bao gồm các trầm tích sông và hồ, cộng các tầng đất cổ màu ánh đỏ.

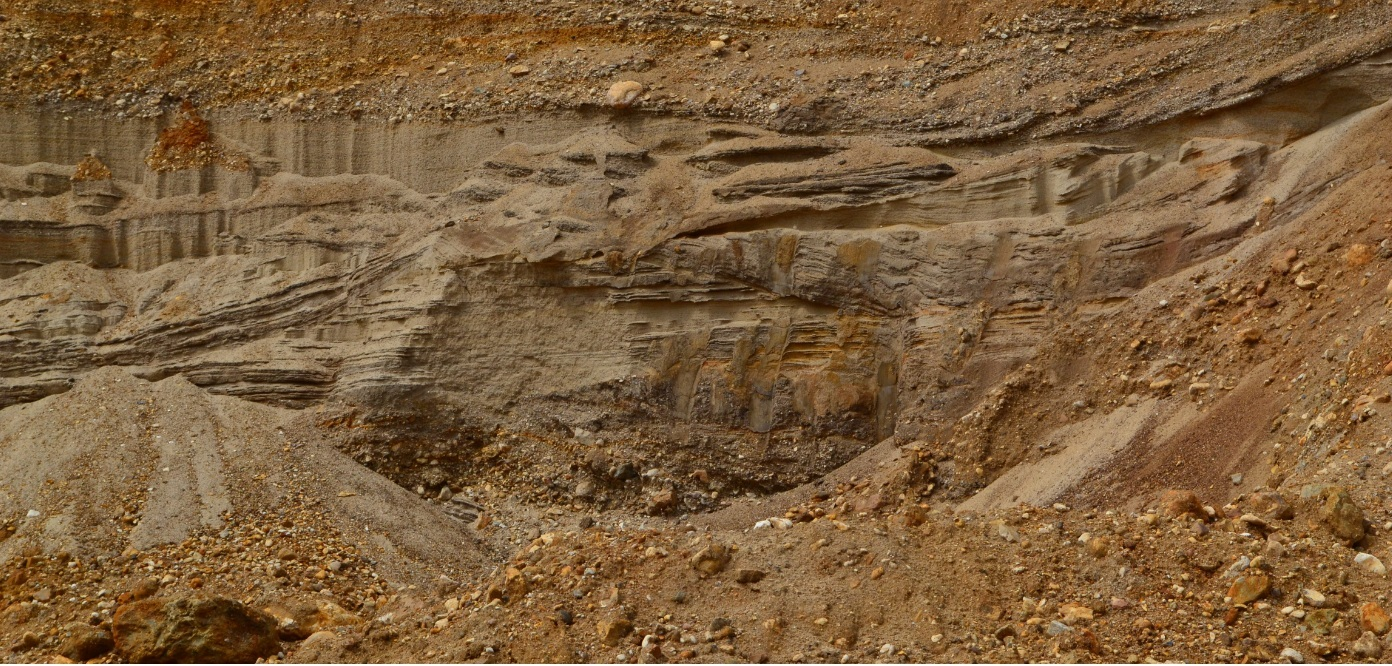
Trầm tích hồ sông băng. Ngoại ô Moskva, mỏ đá vôi cũ "Nikitsky".

Trầm tích hồ là hệ tầng đá trầm tích hình thành dưới đáy hồ cổ đại. Một đặc điểm chung của trầm tích hồ là một dòng sông hoặc dòng suối đã mang trầm tích vào lưu vực. Các lắng đọng trầm tích hồ hình thành trong mọi loại hồ, bao gồm các hồ địa hào tách giãn, hồ móng ngựa, hồ sông băng, hồ miệng núi lửa và hồ hố va chạm. Môi trường hồ cũng giống như biển, là những vùng nước lớn. Chúng chia sẻ các lắng đọng trầm tích tương tự, chủ yếu bao gồm các kích thước hạt năng lượng thấp, với các hạt rất mịn như cát mịn, bột và sét. Trầm tích hồ thường được sắp xếp rất tốt, với các lớp phân phiến rõ nét, gồm bột, sét và đôi khi cả các cacbonat, sulfat, chloride, borat và nitrat. Liên quan đến thời gian địa chất, các hồ là tạm thời và một khi chúng không còn nhận được nước nữa thì chúng sẽ khô cạn và để lại một hệ tầng.
Thành phần của trầm tích hồ phụ thuộc vào khí hậu, địa hình, cấu trúc địa chất của khu vực, kích thước và hình dạng của chính hồ đó cũng như mức độ dòng chảy của nó. Trong đó bao gồm cuội, cát, á cát, aleurit (bột), á sét, sét, bùn, diatomit (đất tảo cát), than bùn. Theo quy luật, các hạt lớn hơn lắng xuống gần bờ, chúng bao gồm cát, sỏi và cuội, còn gần trung tâm hồ hơn là các hạt nhỏ hơn như bùn, aleurit, á sét, sét. Trong các hồ nhỏ, bùn có thể tích tụ ngay gần bờ do tác động của sóng nước ít hơn.
Phần lớn lượng giáng thủy tích tụ trong điều kiện đồi núi bị chia cắt và khí hậu ẩm ướt, tạo ra dòng chảy bề mặt dữ dội. Ở một số hồ, người ta quan sát thấy sự phân lớp ngang thành dải do sự luân phiên của các mùa. Vào mùa xuân và mùa thu, các trầm tích lớn (á cát, cát và mảnh vụn) tích tụ trong hồ, còn vào mùa đông và mùa hè là trầm tích gồm các hạt nhỏ hơn (á sét, sét, bột và bùn).

## Các loại trầm tích hồ
Trầm tích hồ có thể hình thành trong mọi loại lưu vực tìm thấy trong tự nhiên. Mỗi lưu vực bắt nguồn từ đâu là điểm để phân biệt giữa các loại trầm tích hồ. Các hồ địa hào tách giãn được hình thành từ sự kéo giãn lớp vỏ trái đất còn được biết đến như là quá trình tách giãn. Dòng trầm tích vào thường do dòng chảy giáng thủy bề mặt và lượng nước đổ vào qua các dòng chảy về phía vùng trũng chi phối. Các hồ móng ngựa hình thành các lớp trầm tích hồ từ lũ lụt tràn bờ bao theo mùa cũng như dòng chảy giáng thủy bề mặt để làm đầy các bồn địa cô lập này bằng nước ngọt và trầm tích mới. Các hồ sông băng hình thành khi các băng tích tận cùng ngăn không cho nước thoát khỏi thung lũng mới được cắt khoét từ xói mòn sông băng. Khi sông băng tan chảy, thung lũng chứa đầy nước tan chảy tạo ra một hồ sông băng. Hồ miệng núi lửa có thể là thiên thạch hoặc thuộc giống caldera. Các trầm tích hồ miệng núi lửa và hồ hố va chạm được cung cấp từ dòng chảy giáng thủy bề mặt dốc xuống theo các sườn dốc dựng đứng của chúng.

## Phân loại
Trầm tích hồ có thể là:
- Nguồn gốc lục địa/đất liền: Các mảnh vụn do sông suối mang theo, cũng như được hình thành do sự mài mòn.
- Nguồn gốc sinh học: Các phần còn lại của các loài động vật và thực vật khác nhau.
- Nguồn gốc hóa học: Muối hòa tan trong nước hồ hoặc vật chất thể keo theo thời gian kết tủa xuống đáy hồ.

## Giá trị tài nguyên
Gần đây, trầm tích hồ đã được chú ý nhiều hơn do chứa các nguồn đá chứa halit, thạch cao, mirabilit, soda, sắt, bô xít, sapropel, dầu mỏ, than và urani có giá trị. Trầm tích hồ thường tạo ra các điều kiện khai thác sinh lợi, nhưng có thể là thách thức khi thử khai thác các mỏ dưới lòng đất do độ bền cắt thấp của sét và bột, cũng như độ ẩm thường bị nhốt trong các lớp do độ thấm thấp đặc trưng của trầm tích hồ. Các hồ chóng tàn gần đây đã được tìm thấy là đặc biệt có giá trị do đặc tính ẩm ướt và khô kiệt theo mùa. Giữa mùa mưa và mùa khô, có một khoảng thời gian mà vật chất hữu cơ có cơ hội hoàn hảo để sinh ra và chỉ bị dòng nước nhấn chìm  trong mùa mưa. Tác động này tạo ra sự kết hợp cơ bản giữa các chất hữu cơ, bột và sét để tạo ra các khoáng sàng đá phiến dầu hoặc than.